# Michael Ritthaler
Michael Ritthaler (* 4. April 1641 in Modern; † 22. August 1685 in Wolfenbüttel) war ein deutscher lutherischer Theologe, Schulrektor und Bibliothekar ungarischer Herkunft. Er leitete von 1682 bis 1685 die Herzog August Bibliothek in Wolfenbüttel.

## Leben
Michael Ritthaler wurde 1641 als Sohn österreichischer Glaubensflüchtlinge in Modern im Königreich Ungarn geboren. Er besuchte die Schulen in Modern und Pressburg und studierte anschließend ab 1663 Theologie an der Universität Wittenberg. Die Türkeneinfälle der Jahre 1663/1664 zogen die Stadt Modern stark in Mitleidenschaft, so dass das durch Ritthalers Heimatstadt gewährte Stipendium wegfiel. Er musste daher seinen Lebensunterhalt als Hauslehrer zweier Pfarrerskinder und durch Abschreibarbeiten an der Wittenberger Universitätsbibliothek bestreiten. Ritthaler hatte bereits Gelegenheit, Predigten in der Wittenberger Stadt- und Schlosskirche zu halten, bevor 1664 unter dem Vorsitz Michael Wendlers seine Disputation Nobilitatem Hungarorum erschien. Zu seinen akademischen Lehrern zählten August Pfeiffer und Abraham Calov. Nach dem Ende der Türkenkriege kehrte er nach Modern zurück und übernahm im Januar 1667 das Rektorat der dortigen Stadtschule.

### Verfolgung und Flucht
Im Jahr 1674 wurden in Ungarn infolge der Vesselényischen Verschwörung protestantische Geistliche und Schulmänner verfolgt. Ritthaler wurde der Rebellion beschuldigt und gemeinsam mit weiteren Protestanten vor ein Sondergericht nach Pressburg geladen. Er überstand ein erstes Verfahren unbeschadet, wurde nachfolgend jedoch aus dem Amt gedrängt. Einem weiteren Verfahren kam er mit seiner abenteuerlichen Flucht zuvor, die ihn durch österreichisches Territorium nach Wittenberg führte. Dort predigte er erneut, war als Hauslehrer tätig und verfasste 1674/1675 eine 1684 in Helmstedt gedruckte Schrift gegen den Anhaltischen Rat Julius Sperber († 1616), der als Mitbegründer des Rosenkreuzer-Ordens gilt. Dem kurzen Aufenthalt in Wittenberg folgte eine Hauslehrertätigkeit bei der gräflichen Familie von Promnitz, die er Ende 1675 nach Sorau in die Niederlausitz begleitete. Er erhielt dort 1678 seinen Abschied und ging nach Leipzig, wo er beim Universitätsrektor Gottfried Schilter wohnte.

### Leiter der Herzog August Bibliothek Wolfenbüttel
Nach Schilters frühem Tod im April 1679 hielt sich Ritthaler im Mai des Jahres in Braunschweig und Wolfenbüttel auf. Herzog Rudolf August bestallte ihn bereits 1680 zum Bibliothekar für die Herzog August Bibliothek. Deren langjähriger Direktor David Hanisius starb im Juni 1681. Ritthaler trat 1682 dessen Amtsnachfolge an und wurde damit der zweite Bibliotheksleiter nach dem namensgebenden Gründer Herzog August. Im Jahr 1684 stand Ritthaler mit Gottfried Wilhelm Leibniz in Kontakt, der den Ankauf einer griechischen Handschrift durch die Wolfenbütteler Bibliothek zu vermitteln suchte. Ritthaler verfasste auf herzoglichen Wunsch nach dem Vorbild des David von Schweinitz eine lateinische gereimte Version der fünf Bücher Mose, die 1702 in Helmstedt mit einer Vorrede Hermann von der Hardts erschien.
Ritthaler war seit 1668 mit der Arzttochter Judith Ruland († 1673) verheiratet. Die Ehe blieb kinderlos. Ritthaler starb im August 1685 im Alter von 44 Jahren in Wolfenbüttel und wurde auf dem dortigen Kirchhof der Hauptkirche BMV bestattet.

## Schriften (Auswahl)
- Nobilitatem Hungarorum, Dissertatione Academica Sub Praesidio Viri Maxime Reverendi, Amplissimi [et] Excellentissimi Dn. Michaelis Wendeleri. Halle 1664.
- Redender und redlicher Reißgefert, eines aus Ungarn Vertriebenen, Flugschrift, 1675. (online)
- Ecclesiae Militantis Cum Hierosolymis Et Ecclesia Triumphante Collatio. 1682.
- Hermathena Philosophico-Theologica, Julii Sperberi Isagogae posthumae opposita. Helmstedt 1684.
- Moses. Ad Illustris Schweinizii exemplum scito carmine expressus. Helmstedt 1702. (online)